# Bucaea simplex
Bucaea simplex là một loài bướm đêm thuộc phân họ Arctiinae, họ Erebidae.